# Międzynarodowe pakty praw człowieka
Międzynarodowe pakty praw człowieka – dwie umowy międzynarodowe uchwalone przez Zgromadzenie Ogólne Organizacji Narodów Zjednoczonych 16 grudnia 1966 roku:
- Międzynarodowy pakt praw obywatelskich i politycznych
- Międzynarodowy pakt praw gospodarczych, społecznych i kulturalnych.

Są to najważniejsze umowy międzynarodowe regulujące kwestie praw człowieka. W porównaniu z innymi umowami, cechuje je przedmiotowa uniwersalność.

## Historia
Po II wojnie światowej, jednym z istotnych elementów tworzonego systemu Narodów Zjednoczonych była ochrona praw człowieka. Na konferencji założycielskiej ONZ w San Francisco przyjęto ogólne ramy ochrony tych praw, podejmując prace nad ich kodyfikacją w formie umów międzynarodowych. Rozbieżności pomiędzy krajami co do zakresu tych umów spowodowały, że przez dwie dekady nie udało się tych prac zakończyć sukcesem. Ponieważ część państw nie chciała nadawać ochronie praw człowieka wiążącej formy umowy międzynarodowej, 10 grudnia 1948 uchwalono Powszechną Deklarację Praw Człowieka. Deklaracja była ważnym krokiem w regulacji ochrony praw człowieka i wskazała kierunek ewolucji instytucji międzynarodowych. 
W odróżnieniu od Deklaracji, pakty praw człowieka miały być bardziej szczegółowe i miały mieć moc wiążącą. Jednym z głównych punktów spornych w pracach nad paktami było ujęcie w nich praw ekonomicznych i społecznych. Państwa bloku wschodniego podkreślały konieczność ich uwzględnienia, natomiast zachodnie państwa kapitalistyczne domagały się uregulowania ich w odrębnym dokumencie, co miało pozwalać na ratyfikowanie paktu z prawami obywatelskimi  i politycznymi, bez konieczności przyjęcia praw społecznych i ekonomicznych. W 1952 Zgromadzenie Ogólne Narodów Zjednoczonych zadecydowało, że prawa człowieka mają być uregulowane w dwóch dokumentach. Pakty zostały przyjęte 16 grudnia 1966, stając się podstawą międzynarodowego systemu ochrony praw człowieka. 